# TOCO
Pour la ville du Texas, voir Toco (Texas).
Le TOCO, du nom du mont chilien El Toco situé à sa proximité, est un instrument destiné à l'observation des anisotropies du fond diffus cosmologique, également appelé MAT, pour Microwave Anisotropy Telescope (soit « télescope des anisotropies micro-ondes »), qui a opéré à la fin des années 1990. L'instrument a été réalisé par des chercheurs de l'université de Princeton et de l'université de Pennsylvanie (États-Unis). Ses caractéristiques sont basées sur celles de l'expérience QMAP embarquée sur ballon stratosphérique durant l'année 1996.